# Tenuipalpus simplychus
Tenuipalpus simplychus är en spindeldjursart som beskrevs av Cromroy 1958. Tenuipalpus simplychus ingår i släktet Tenuipalpus och familjen Tenuipalpidae. Inga underarter finns listade i Catalogue of Life.